# IONIS School of Technology and Management
IONIS School of Technology and Management (IONIS STM) é um centro universitário privado francês, especializado em áreas da tecnologia da informação, ciência da computação, energia, biotecnologia e gestão. Foi criado em 2009 e está localizado em Le Kremlin-Bicêtre.
A escola oferece 14 cursos de mestrado em administração de empresas reconhecidos pelo Estado francês ·  e tem a particularidade de ensinar os aspectos técnicos e de gestão · . É uma das únicas universidades da França a ensinar ambos os aspectos da administração.